# إبراهيم صدر
إبراهيم صدر (بالبشتوية: ملا ابراہیم صدر)‏؛ يُكتب أحيانًا إبراهيم سادار، وهو مسؤول كبير في طالبان يعمل كنائب لوزير الداخلية بالإنابة في أفغانستان منذ 21 سبتمبر 2021. شغل سابقًا منصب وزير الداخلية بالوكالة من 24 أغسطس 2021 إلى 7 سبتمبر 2021.

## سيرته
كان صدر جزءًا من المجاهدين الأفغان الذين قاتلوا ضد القوات السوفيتية في الحرب السوفيتية الأفغانية. وبعد الحرب، انتقل إلى بيشاور في باكستان للتدريس في مدرسة. خلال حكومة طالبان الأولى، كان مسؤولاً عن إدارة الدفاع المضادة للطائرات السوفيتية. كما طور إبراهيم اتصالات وثيقة مع الجماعات الجهادية، بما في ذلك القاعدة.
بعد الغزو الأمريكي عاد إلى بيشاور. وكان مقربا من زعيم طالبان ملا عمر وأختر منصور الذي خلف عمر، وارتقى صدر في سلم طالبان. تم تعيينه في منصب القائد العسكري لطالبان في عام 2014. لم تعلن طالبان عن تعيينه علنًا حتى أغسطس 2016.
بعد مقتل أختر منصور، زعيم طالبان، وصديقه المقرب، في غارة أمريكية بطائرة بدون طيار في باكستان عام 2016، وألقى صدر باللوم على باكستان. ورفض التمركز في باكستان أو حضور اجتماعات طالبان هناك، مما أغضب أعضاء آخرين. وأصر على البقاء في أفغانستان أو إيران. أدى كراهيته لباكستان وتقربه من إيران إلى استبداله كقائد عسكري وتعيين الملا محمد يعقوب بدلا منه في عام 2020، وأصبح صدر نائباً له.

## انظر أيضُا
- نور جلال
- عبد الرزاق آخند زاده